# 샤흐조다
샤흐조다(Shahzoda, 1979년 7월 28일 ~ )는 우즈베키스탄의 배우, 가수이다.